# Agia Photia
Agia Photia (griechisch Αγία Φωτιά Agia Fotia, auch Hagia Photia oder Ayia Photia transkribiert) ist eine archäologische Stätte aus minoischer Zeit auf Kreta (Griechenland). Dabei wurde sowohl eine minoische Siedlung als auch ein Gräberfeld entdeckt.

## Lage
Agia Photia befindet sich an der Nordküste im Osten der Insel bei der Kleinstadt Sitia auf einem kleinen Hügel in unmittelbarer Nähe des Meeres.

## Minoisches Gräberfeld
Koordinaten der Fundstätte: 35° 11′ 41,4″ N, 26° 09′ 01,9″ O

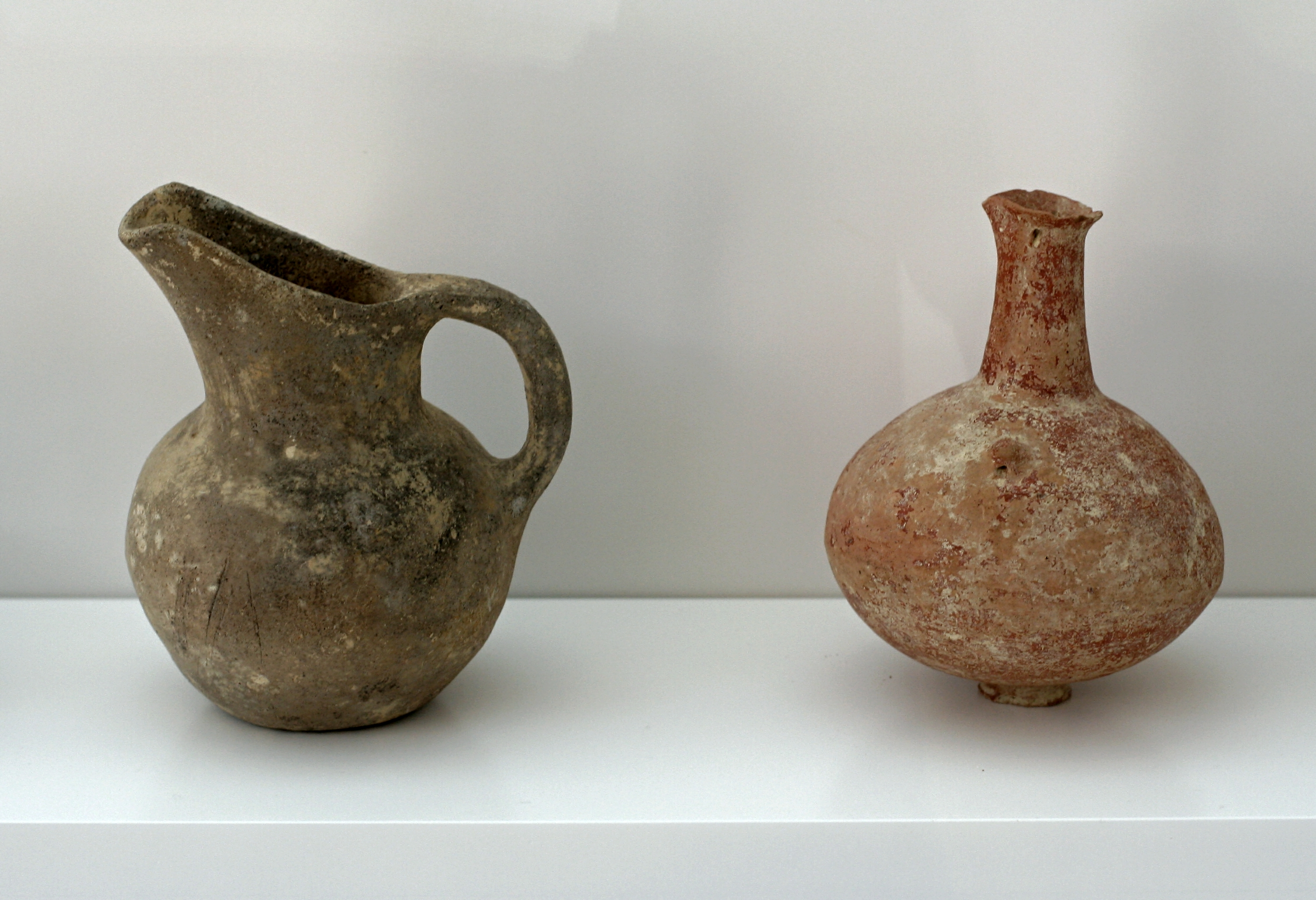
Grabbeigaben aus Agia Photia

Insgesamt wurden 252 Gräber gefunden. Die Gräber wurden größtenteils auf FM I datiert, ein paar wenige allerdings auf FM II. Mit 252 Gräbern scheint Agia Photia eine bedeutende Nekropole gewesen zu sein. Allerdings zeigt sich ein starker Unterschied zu den FM I-Grabtypen anderer Regionen Kretas. Im Gegensatz zu den Tholosgräbern, kreisförmigen Kuppelgräbern, die hauptsächlich im Süden Kretas vorkamen, sind in Agia Photia die Gräber in den Fels eingegraben und kommen also künstlichen Höhlen sehr nahe. Vergleichbare Gräber sind von Agrilia auf der Kykladeninsel Pano Koufonisi bekannt. Außerdem weisen die gefundenen Grabbeigaben einen sehr starken kykladischen Einfluss auf. Es kann daher sogar angenommen werden, dass es sich um eine kykladische Kolonie handelt.

## Minoische Siedlung
Koordinaten der Fundstätte: 35° 11′ 45,4″ N, 26° 08′ 52,1″ O

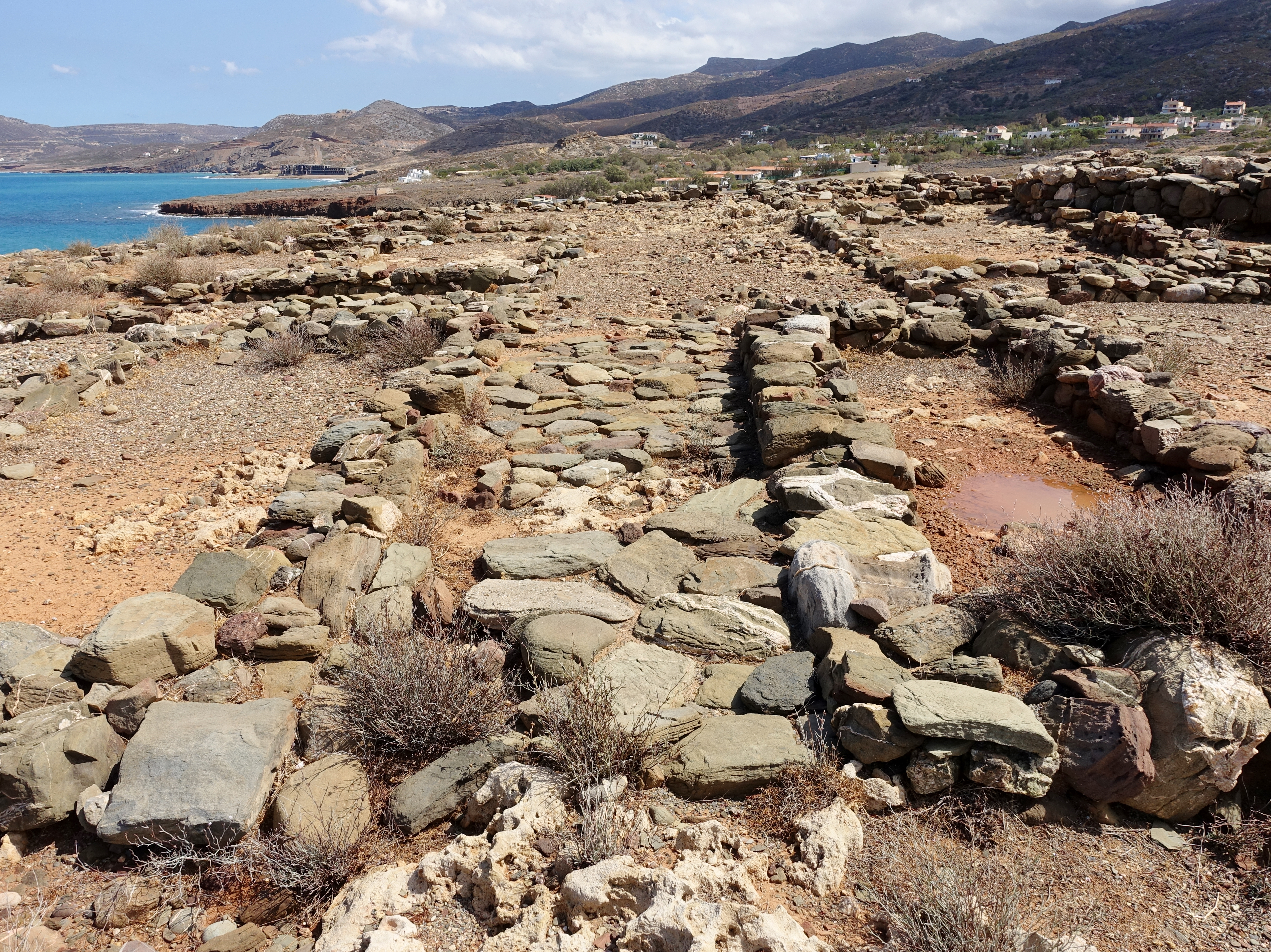
Grundmauern des Landhauses

Unweit des Gräberfeldes wurde auf einer Landspitze ein Komplex mehrerer Häuser freigelegt, der im Gegensatz zur Nekropole aus deutlich späterer Zeit, aus MM I A (um 2000 v. Chr.) stammt. Das Ausgrabungsgelände zeigt die Grundmauern eines großen rechteckigen, ursprünglich befestigten Gebäudes mit zentralem Innenhof. Dieses wohl landwirtschaftlichen Zwecken dienende Gebäude mit 37 Räumlichkeiten kann aufgrund dieser Merkmale bereits als Prototyp des minoischen Palastes interpretiert werden. Aufgrund der Anordnung der Räumlichkeiten wird vermutet, dass der Gebäudekomplex von mehreren minoischen Familien, die zusammen einen Clan bildeten, bewohnt wurde.